# Spirosperma carolinensis
Spirosperma carolinensis är en ringmaskart som beskrevs av Brinkhurst 1965. Spirosperma carolinensis ingår i släktet Spirosperma och familjen glattmaskar. Inga underarter finns listade i Catalogue of Life.